# Mirko Virius
Mirko Virius (Đelekovec kraj Koprivnice, 28. listopada 1889. – Zemun, 1943.), hrvatski slikar naive. 
Pripadao je naprednom seljačkom pokretu. Preko pisca Pavleka Miškine povezao se s hlebinskim slikarima Generalićem i Mrazom, uz koje je jedan od začetnika hrvatske naivne umjetnosti. Sudjelovao je na I. izložbi seljaka slikara u Zagrebu. Izražavao se akvarelom, crtežom i uljem na platnu. Teme njegovih djela su socijalne: rad na selu, zemlji i život seoske sirotinje. Zbog političkog djelovanja je uhićen i odveden u konc-logor gdje je i umro.
Hrvatski književnik Darko Pernjak posvetio mu je svoje djelo Sve Mirkove procesije.

## Samostalne izložbe
- 1950. Zagreb, Umjetnički paviljon: Posmrtna izložba seljačkog slikara Mirka Viriusa
- 1954. Koprivnica, Muzej grada Koprivnice: Posmrtna izložba Mirka Viriusa
- 1959. Zemun, Narodni muzej, Izložbena galerija: Mirko Virius / Crteži: 1936. — 1938.
- 1960. Rim, Galleria la Nuova Pesa: Ivan Generalić, Mirko Virius, Matija Skurjeni
- 1963. Zagreb, Galerija primitivne umjetnosti: Virius
- 1970. Koprivnica, Muzej grada Koprivnice: Retrospektivna izložba Mirko Virius u sklopu Međunarodnog susreta naivne umjetnosti Naivni ‘70
- 1979. Zagreb, Galerija “Mirko Virius”: Mirko Virius
- 1989. Hlebine, Galerija Hlebine: Mirko Virius
  - Zagreb, Galerija “Mirko Virius”: Mirko Virius
- 1992. München, Galerie Hell & Hell: Ivan Generalić, Franjo Mraz, Mirko Virius
- 2004. Zagreb, Hrvatski muzej naivne umjetnosti, Komorna retrospektivna izložba
- 2016. Bönnigheim, Zander Collection